# Rio Buriti (vattendrag i Brasilien, Mato Grosso)
Rio Buriti är ett vattendrag i Brasilien.   Det ligger i delstaten Mato Grosso, i den centrala delen av landet, 1 200 km väster om huvudstaden Brasília.
Omgivningarna runt Rio Buriti är huvudsakligen savann. Trakten runt Rio Buriti är nära nog obefolkad, med mindre än två invånare per kvadratkilometer.